# Offner (Orgelbauer)
Die Familie Offner ist eine Orgelbauerfamilie in Augsburg und Kissing. Sie baut Orgeln vorwiegend in Schwaben und Oberbayern.

## Orgelbauer
Johann Offner (* 6. Januar 1846; † 5. Juli 1887 in Augsburg) war der Begründer der Orgelbauerfamilie. Er lernte bei Joseph Bohl und war infolgedessen Konzessionsnachfolger für Augsburg. Offners Witwe heiratete Josef Mühlbauer aus Schongau. Dieser führte die Werkstatt bis 1916.
Max Josef Offner (* 14. Oktober 1880 in Augsburg; † 17. Juli 1961 ebenda), leiblicher Sohn von Johann Offner, übernahm die Werkstatt nach dem Tod seines Stiefvaters.
Max(imilian Heinrich) Anton Offner, der Enkel des Firmengründers (* 1923 in Augsburg; † 1992) übernahm 1953 den Betrieb und verlegte ihn nach Kissing. Er schuf mehrere hundert Neu- und Umbauten. Seine Instrumente tragen ein süddeutsch-neobarockes Klangbild. Er starb nach einem Sturz von einer Orgel ins Kirchenschiff.
Maximilian Offner (* 1952), der erste Urenkel des Firmengründers, gründete 1987 eine eigene Werkstatt in Kissing.
Andreas Offner (* 1965), der zweite Urenkel des Firmengründers, führte nach dem Unfalltod seines Vaters den Stammbetrieb zunächst als Orgelbaugeselle zusammen mit seiner Mutter weiter. Er leitet ihn seit 1995 selbstständig als Orgelbaumeister.

## Werkliste (Auswahl)
| Jahr        | Ort                    | Gebäude                | Bild | Manuale | Register | Bemerkungen                                                                      |
| ----------- | ---------------------- | ---------------------- | ---- | ------- | -------- | -------------------------------------------------------------------------------- |
| 1879        | Ottmaring              |                        |      | I/P     | 10       | Johann Offner                                                                    |
| 1896        | Hochdorf               | St. Peter und Paul     |      | I/P     | 6        | Johann Offner                                                                    |
| 1923        | Paar                   | St. Johannes Baptist   |      | II/P    | 12       |                                                                                  |
| 1957        | Althegnenberg          | St. Johannes Baptist   |      | II/P    | 20       | Max Offner jun., Augsburg                                                        |
| 1968        | Neuburg an der Donau   | Hofkirche              |      | III/P   | 42       | → Orgel                                                                          |
| 1969 / 1979 | Kempten (Allgäu)       | St. Ulrich             |      | III/P   | 35       | Maximilian Offner; 1969 Teilbau, 1979 Fertigstellung; 1 Windabschwächung → Orgel |
| 1970        | Weilheim in Oberbayern | Mariae Himmelfahrt     |      | III/P   | 41       | 2023/24 ersetzt durch Neubau Späth. Verkauft nach Krobia (Polen). → Orgel        |
| 1971        | Augsburg               | St. Anton              |      | IV/P    | 86       |                                                                                  |
| 1972        | Schongau               | Verklärung Christi     |      | II/P    | 22       | → Orgel                                                                          |
| 1973        | Gablingen              | St. Martin (Gablingen) |      | II/P    | 22       | → Orgel                                                                          |
| 1975        | Eglingen               | St. Martinus           |      | II/P    | 18       | → Orgel                                                                          |
| 1977        | Diedorf                | Herz Mariä             |      | II/P    | 22       | → Orgel                                                                          |
| 1978        | Hechenwang             | St. Martin             |      | I/P     | 8        | Maximilian Offner                                                                |
| 1979        | Augsburg-Oberhausen    | St. Martin             |      | II/P    | 27       | Maximilian Offner → Orgel                                                        |
| 1984        | Weilheim in Oberbayern | Neuapostolische Kirche |      | II/P    | 12       |                                                                                  |

### Werke von Andreas Offner
| Jahr | Ort                     | Gebäude                | Bild | Manuale | Register | Bemerkungen              |
| ---- | ----------------------- | ---------------------- | ---- | ------- | -------- | ------------------------ |
| 1990 | Wessobrunn              | St. Johannes Baptist   |      | II/P    | 21       |                          |
| 1997 | Lützelburg              | St. Georg (Lützelburg) |      | II/P    | 17       | 2024 überholt → Orgel    |
| 2003 | Kühbach                 | St. Magnus             |      | II/P    | 29       | [ 5 ] [ 6 ]              |
| 2005 | Ellgau                  | Neue Kirche St. Ulrich |      | II/P    | 16       | [ 7 ]                    |
| 2005 | Waldberg                | St. Radegundis         |      | II/P    | 15       | [ 5 ]                    |
| 2006 | Heidenheim an der Brenz | Neuapostolische Kirche |      | III/P   | 28       | mit Koppelmanual → Orgel |
| 2008 | Thaining                | St. Martin             |      | II/P    | 21       | [ 9 ]                    |
| 2008 | Prittriching            | Frauenkirche           |      | I/P     | 10       | [ 5 ]                    |
| 2009 | Waldkirch               | Mariä Schmerzen        |      | II/P    | 14       | → Orgel                  |
| 2011 | Eppisburg               | St. Nikolaus           |      | II/P    | 18       | [ 5 ]                    |
| 2012 | Raisting                | St. Remigius           |      | II/P    | 18       | [ 5 ]                    |
| 2014 | Augsburg                | St. Thaddäus           |      | III/P   | 52       | neuer Spieltisch         |
| 2015 | Augsburg                | St. Thaddäus           |      | III/P   | 52       | → Orgelerweiterung       |
| 2015 | Walchensee              | St. Ulrich             |      | II/P    | 17       |                          |
| 2021 | Augsburg                | St. Thaddäus           |      | III/P   | 52       | Pedalwerk geändert       |